# Aleksandr Afanasiev
Aleksandr Nikolaevici Afanasiev (n. 11 iulie 1826 - d. 23 octombrie 1871) a fost un folclorist rus.
A adunat peste 600 de povești și basme, întocmind una dintre cele mai mari astfel de culegeri din lume.

## Basme
- Povestea lui Ivan-țarevici, a Păsării-măiastre și a lupului cenușiu
- Maria Morevna
- Preafrumoasa Vasilisa
- Crăiasa-broască
- Rățușca cea albă
- Surioara Aleonușka și frățiorul Ivanușka
- Pana lui Finist Șoimanul